# Aalborg Verteidigungs- und Garnisonsmuseum

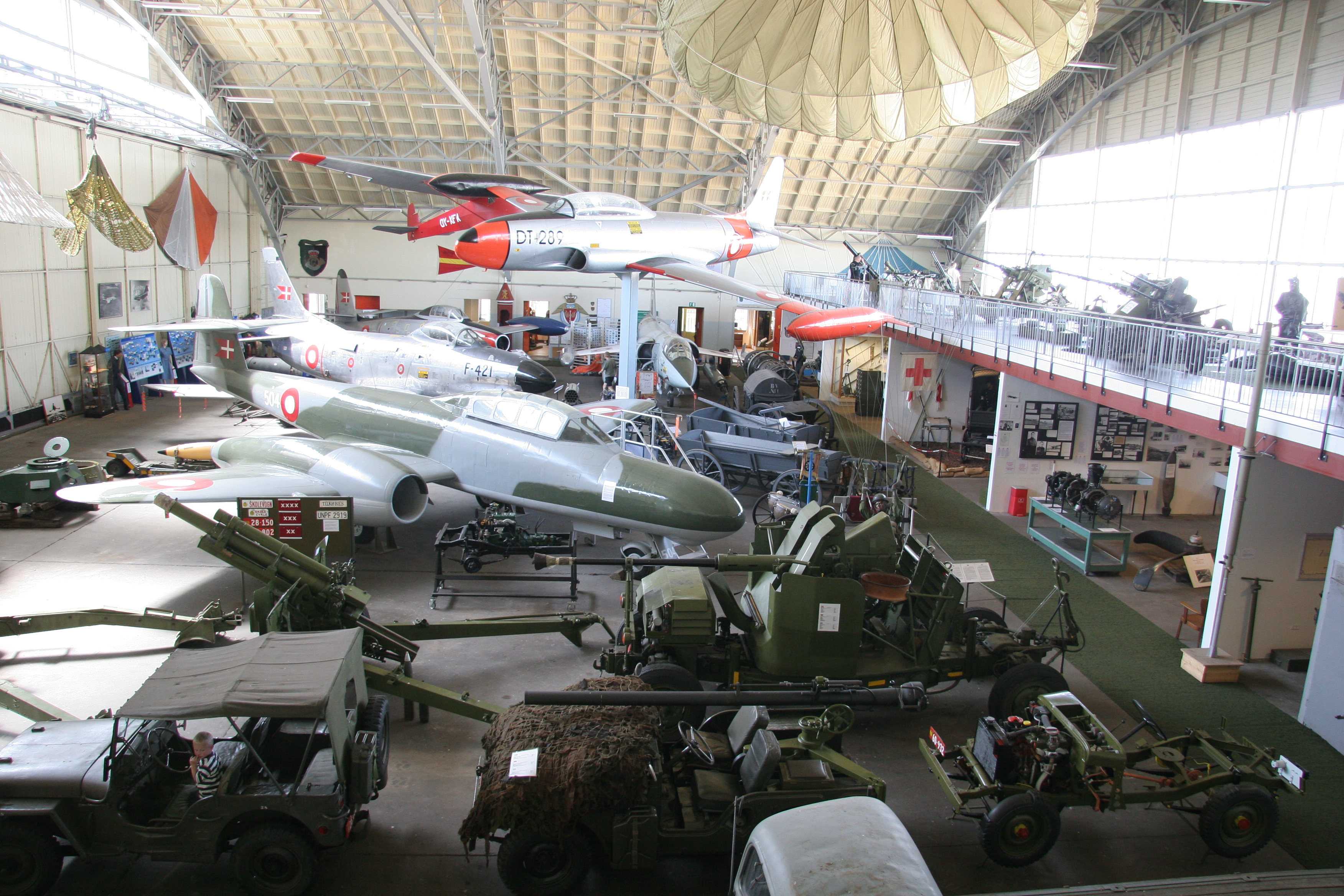
Teil von den Ausstellungen im Hangar

Das Aalborg Verteidigungs- und Garnisonsmuseum (Aalborg Forsvars- og Garnisonsmuseum) ist ein westlich von Aalborg gelegenes Militärmuseum. Es befindet sich in einem großen Hangar des während der Besetzung Dänemarks im Zweiten Weltkrieg 1940 errichteten Wasserflugplatzes Seefliegerhorst Aalborg.

## Geschichte
Das Museum wurde am 22. Juni 2002 eröffnet und erweiterte seitdem beständig seine Ausstellungen. Es umfasst die Zweige des dänischen Militärwesens: Heer, Luftwaffe, Heimwehr, Polizei sowie die Rettungsbereitschaft (Zivilschutz). Außerdem enthält es eine umfassende Ausstellung über Dänemark während des Zweiten Weltkriegs sowie über Aalborg als Garnisonsstadt.
Die militärischen Behörden trugen wesentlich zur Beschaffung der meisten Exponate bei, insbesondere mit schwerem Material wie gepanzerten Fahrzeugen, Geschützen und Jagdflugzeugen. Der Themenschwerpunkt liegt auf den Verhältnissen während des Zweiten Weltkriegs und der Nachkriegszeit. So zeigt das Museum dänische Militärausrüstung während des Kalten Krieges.

## Wrack einer Heinkel He219
Im April 2012 wurde durch einen Sturm das Wrack eines Heinkel He219 Nachtjägers aus dem Zweiten Weltkrieg nahe der Küste im flachen Wasser in der Tannisbucht vor der Spitze Jütlands freigelegt und dann auch geborgen. An sich sind Flugzeugwracks in Dänemark und den umliegenden Gewässern keine Seltenheit, da während des Krieges am Himmel über dem damals besetzten Dänemark heftige Luftkämpfe ausgetragen wurden. Oft flogen englische Bomberströme bei Nacht und US-amerikanische Bomberverbände am Tag über Dänemark in das Reichsgebiet, aber von dieser nur 252 mal gebauten Maschine gibt es nur noch ein weiteres erhaltenes Exemplar in einem US-Museum.